# Provisorischer Landtag des Gouvernements Estland
Der Provisorische Landtag des Gouvernements Estland (estnisch Ajutine Maanõukogu, inoffiziell Maapäev genannt) war zwischen dem 14. Juli 1917 und dem 23. April 1919 das Parlament des Gouvernements Estland. 

## Geschichte
Mit der Februarrevolution in Russland 1917 wurde auch in Estland die seit 1710 bestehende Zarenherrschaft abgeschafft. Am 12. April 1917 erließ die provisorische Regierung Russlands ein Dekret über die Autonomie Estlands. Im Mai und Juni 1917 fanden dort die allgemeinen, indirekten Wahlen zum provisorischen Landtag des Gouvernements Estland (Ajutine Maanõukogu, inoffiziell Maapäev genannt) mit Sitz in Tallinn statt.
Das Gouvernement umfasste zum Zeitpunkt der Wahl das frühere, kleinere Gouvernement Estland sowie die estnischsprachigen Gebiete des Gouvernements Livland. Der estnischen Forderung nach einer Zusammenlegung aller estnischsprachigen Gebiete in einem Gouvernement war Rechnung getragen worden. Die Wahlbeteiligung lag mit 30 % relativ niedrig. Das Wahlsystem für die 62 Sitze war sehr zeitaufwändig und kompliziert. Es führte aber zu einer ausgewogenen Stadt/Land-Verteilung der Abgeordneten und zu einer Ausbildung des estnischen Parteiensystems. Der Landtag konstituierte sich am 14. Juli 1917.
Am 28. November 1917, kurz nach dem Staatsstreich der Bolschewiki in Petrograd vom 7. November 1917, erklärte sich der provisorische Landtag in Tallinn in seiner letzten Sitzung zur obersten Gewalt in Estland bis zum Zusammentritt einer verfassungsgebenden Versammlung. Die Versammlung setzte einen Ältestenrat (Eesti maapäeva vanemate nõukogu) ein, der im Krisenfall auch die Kompetenz zur Gesetzgebung hatte. Der Forderung der Bolschewiki nach einer Selbstauflösung des Landtags kamen die Abgeordneten nicht nach. Elf Tage später wurde der Landtag von den Bolschewiki gewaltsam aufgelöst. Die Abgeordneten gingen in den Untergrund. Die Staatsgewalt in Estland wurde vom November 1917 bis Februar 1918 vom bolschewistischen Kriegs-Revolutionskomitee Estlands (Eestimaa Sõja-Revolutsioonikomitee) ausgeübt und war von Gräueltaten gegenüber Regimegegnern geprägt.
Am 19. Februar 1918 nahm der Ältestensrat des Landtags unter dem Eindruck der sich aus Estland zurückziehenden russisch-bolschewistischen Truppen im Kriegsverlauf des Ersten Weltkriegs und des sich abzeichnenden Machtvakuums das national gesinnte estnische „Selbständigkeitsmanifest“ an und bildet das dreiköpfige „Rettungskomitee“ (Päästekomitee) mit umfassenden exekutiven Befugnissen.
Der Ältestenrat des Landtags erklärte am 24. Februar 1918 in Tallinn mit dem „Manifest an alle Völker Estlands“ (Manifest Kõigile Eestimaa Rahvastele) unter Berufung auf die Volkssouveränität endgültig Estlands staatliche Unabhängigkeit von Russland. Am selben Tag bestimmte er die 13-köpfige Provisorische Regierung Estlands, der auch Mitglieder der nationalen Minderheiten angehören sollten.
Bereits am folgenden Tag wurde Tallinn im Zuge des Ersten Weltkriegs von kaiserlichen deutschen Truppen besetzt. Führende estnische Politiker mussten erneut in den Untergrund gehen. Erst mit dem Zusammenbruch des deutschen Kaiserreichs konnte am 11./14. November 1918 die Provisorische Regierung wieder die effektive Staatsgewalt über das Gebiet der Republik Estland ausüben. Auch der Landtag konnte seine Arbeit wieder aufnehmen. Die Situation blieb allerdings äußerst instabil.
Am 28. November 1918 überfielen Truppen der Bolschewiki Estland. Im anschließenden Estnischen Freiheitskrieg, der bis zum Februar 1920 dauerte, konnte Estland seine staatliche Unabhängigkeit aber militärisch behaupten. Die Kriegssituation prägte allerdings die Arbeit der verfassungsgebenden Versammlung der jungen Republik.
Vom 5. bis 7. April 1919 fanden die Wahlen zur verfassungsgebenden Versammlung der Republik Estland statt. Am 23. April 1919 konstituierte sich der Asutav Kogu, der in der Folge sowohl verfassungsgebende Versammlung wie auch Legislativorgan der Republik Estland war.

## Vorsitzende
14. Juli 1917 bis 25. Oktober 1917: Artur Vallner

25. Oktober 1917 bis 27. November 1918: Otto Strandman

27. November 1918 bis 3. Februar 1919: Ado Birk

3. Februar 1919 bis 23. April 1919: Kaarel Parts